# Johannes Nauclerus
Johannes Nauclerus (Naucler, Naukler) (~1425—Tubinga, 1 de mayo de 1510) historiador y humanista suabo. 
Su padre, que tenía su mismo nombre, Johann Vergenhans era noble o caballero y latinizó su nombre como era costumbre en la época. Johannes se doctoró en leyes en 1450 y fue supervisor del conde Everardo V de Wurtemberg, profesor y más tarde canciller y rector de la Universidad de Tubinga. 
En su obra Memorabilium omnis aetatis et omnium gentium chronici commentarii publicada póstumamanetne por Johann Reuchlin en 1516 relata hechos bíblicos y separa por generaciones, edades y reinos la Historia desde Adán al año 1500. 
- Datos: Q76008
- Multimedia: Johannes Nauclerus / Q76008